# IGF2BP1
IGF2BP1‏ (Insulin like growth factor 2 mRNA binding protein 1) هوَ بروتين يُشَفر بواسطة جين IGF2BP1 في الإنسان.